# Nepa (hémiptère)
Genre
Nepa (une nèpe en français) est un genre d'insectes hétéroptères, punaises d'eau appartenant à la famille des Nepidae, communément appelés scorpions d'eau. 

## Description
Les nèpes sont des insectes aquatiques de forme ovale. Leurs pattes avant sont ravisseuses, avec le tibia qui se replie sur le fémur. Comme d'autres membres de la famille des Nepidae, les nèpes ont une paire de tubes non rétractables sur le dernier segment abdominal. Ces tubes servent à la respiration et sont un bon critère pour distinguer les Nepidae des Belostomatidae chez lesquels ils ne sont pas visibles. Le cinquième segment ventral abdominal visible est environ deux fois plus long que le quatrième. Les antennes ne sont pas visibles, et le rostre est assez court, segmenté. La tête, petite et fortement enclavée dans le bord antérieur du pronotum, ne comporte pas d'ocelles. Les yeux sont petits mais proéminents.

## Répartition et habitat
Le genre est holarctique, c'est-à-dire propre à l'hémisphère nord. Trois espèces ont une large distribution, N. cinerea en Europe, en Afrique du Nord, et jusqu'à l'Ouest de la Chine, N. hoffmanni dans l'est paléarctique, et N. apiculata de l'est de l'Amérique du Nord (Canada et États-Unis, néarctique). 
Les deux autres espèces ont une répartition très limitée, l'une en Corse et en Sardaigne (N. sardiniensis), et l'autre, N. anophthalma, d'une unique grotte de Roumanie.
Les espèces sont toutes dulçaquicoles, mais N. cinerea a été trouvée dans des eaux sulfureuses, y compris dans des grottes en Italie, de même que N. anophthalma, faisant de ces deux espèces les seuls hétéroptères (punaise) stygobionte, c'est-à-dire vivant dans de l'eau souterraine, qui plus est sulfureuse,.

## Biologie
Les nèpes se nourrissent principalement d'autres insectes aquatiques et de petits vertébrés (têtards, petits poissons). Elles les chassent à l'affût, immobiles, en attendant que les proies passent à leur portée. Elles les attrapent avec leurs pattes avant, puis, avec leur rostre, leur injectent du venin, qui sert à la fois pour les paralyser, les tuer et les digérer, afin d'en aspirer les sucs. Elles peuvent infliger une morsure douloureuse lors de leur manipulation.
Lors de la copulation, le mâle se positionne légèrement de biais le long de la femelle, avec l'abdomen sur celui de celle-ci et qui se tord à l'extrémité pour que les parties génitales puissent entrer en contact. Il la retient par les pattes.

## Systématique
Le genre a été créé par Linné en 1758 déjà, pour l'espèce européenne Nepa cinerea, décrite en même temps et espèce type du genre. Il est devenu le genre type de la famille des Nepidae.
Au début de la classification scientifique (entre 1758 à 1790), Nepa a été utilisé, avant l'existence de genres clairement différencié, pour des espèces qui sont aujourd'hui sont classées dans d'autres genres, d'autres sous-familles (Nepa linearis devenue Ranatra linearis, Ranatrinae), voire dans d'autres familles (Belostomatidae, Naucoridae). Ainsi, Nepa grandis Linnaeus, 1758 est aujourd'hui Lethocerus grandis, et N. annulata Fabricius, 1781 et N. rustica Fabricius, 1781, sont respectivement Diplonychus annulatus et D. rusticus, deux Belostomatidae.
Des confusions ont également régné sur les dénominations de Nepa cinerea Linnaeus, 1758 et Nepa rubra Linnaeus, 1758, avant qu'elles ne soient clarifiées et que la seconde soit définitivement considérée comme un synonyme de la première, à la suite de l'intervention de Kerzhner en 1981.
Les cinq espèces actuellement reconnues constituent deux groupes d'espèces : le groupe de N. cinerea, avec également N. sardiniensis et N. anophthalma, et le groupe de N. apiculata, avec également N. hoffmani. Selon une analyse, la distance génétique serait telle entre N. cinerea et N. hoffmanni, de même qu'entre cette dernière espèce et N. apiculata, que les deux dernières devraient être placées dans des genres différents.

### Étymologie
« Nepa » est un mot du latin classique désignant un scorpion ou un crabe, en raison de la ressemblance apparente avec des scorpions, les pattes antérieures rappelant les pinces, le siphon respiratoire, la queue, et enfin avec la capacité à infliger des piqûres. 

### Liste des espèces

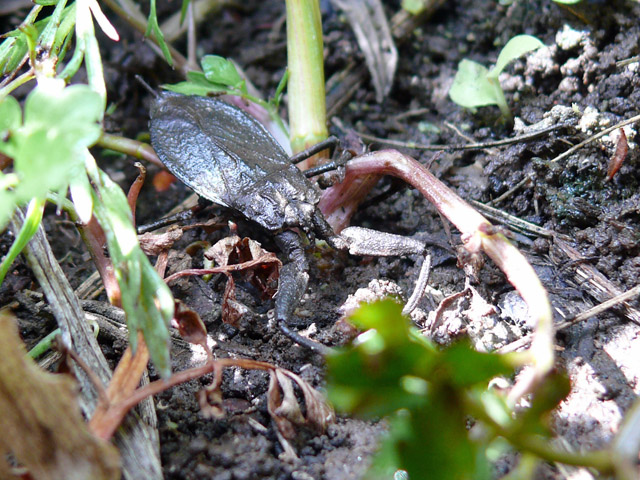
N. hoffmanni se trouve dans le nord-est de l'Asie.

Selon ITIS (28 avril 2019), corrigé à partir de Polhemus et al (1994), les espèces suivantes sont incluses dans le genre Nepa :
- Nepa anophthalma Decu, Gruia, Keffer & Sarbu, 1994
- Nepa apiculata Uhler, 1862
- Nepa cinerea Linnaeus, 1758
- Nepa hoffmanni Esaki, 1925
- Nepa sardiniensis Hungerford, 1928

### Synonymes
Les taxons Nepa dollfusi Esaki, 1928, N. remyi Poisson, 1961, N. rubra Linnaeus, 1758 et N. seurati Bergevin, 1926 ont tous été synonymisés avec Nepa cinerea Linnaeus, 1758,.